# Poblado Nuevo Villaflores
Poblado Nuevo Villaflores är en ort i Mexiko.   Den ligger i kommunen Simojovel och delstaten Chiapas, i den sydöstra delen av landet, 700 km öster om huvudstaden Mexico City. Poblado Nuevo Villaflores ligger 696 meter över havet och antalet invånare är 108.
Terrängen runt Poblado Nuevo Villaflores är bergig västerut, men österut är den kuperad. Runt Poblado Nuevo Villaflores är det ganska tätbefolkat, med 104 invånare per kvadratkilometer. Närmaste större samhälle är Simojovel de Allende, 8,1 km sydost om Poblado Nuevo Villaflores. Omgivningarna runt Poblado Nuevo Villaflores är en mosaik av jordbruksmark och naturlig växtlighet.